# Hôtel de Jarnac
L’hôtel de Jarnac est un hôtel particulier situé à Paris en France.

## Localisation
Il est situé au no 8, rue Monsieur, dans le 7e arrondissement de Paris en France.

## Histoire
Maison de rapport construite en 1784 par Étienne-François Legrand (l'architecte de l'hôtel de Galliffet) pour un certain Léonard Chapelle et louée aussitôt à Marie-Charles-Rosalie de Rohan-Chabot, comte de Jarnac. 
Il passe ensuite à divers propriétaires. Le comte de Villèle s'y installe en 1828, après avoir quitté la présidence du Conseil. En 1834, il est vendu au célèbre chirurgien Guillaume Dupuytren, qui y meurt l'année suivante. Sa fille Adélaïde (1812-1885), comtesse de Beaumont par son mariage avec Napoléon Louis Bonnin de la Bonninière de Beaumont (1808-1887), vend l'hôtel au prince Pierre Soltykoff qui le cède à son tour, en 1847, à la duchesse de Valençay, née Alix de Montmorency (1810-1858), qui s'y installe après avoir obtenu la séparation de biens d'avec son mari, Napoléon-Louis de Talleyrand-Périgord, 3e duc de Talleyrand. À sa mort en 1858, l'hôtel est vendu et abrite successivement M. Galichon, le comte Chevreau d'Antraigues et Mme Georges Menier née Simone Camille Marie Legrand (1881-1972) à partir de 1934. 
D'un style néo-classique très pur, la façade sur cour comporte un péristyle ionique surmonté d'un attique tandis que la façade sur jardin porte trois demi-colonnes ioniques soutenant un fronton incurvé. À l'intérieur, le grand salon est rythmé par un alignement de demi-colonnes ioniques soutenant une corniche à modillons. Face aux trois portes-fenêtres sur le jardin, trois fausses baies en plein cintre sont garnies de glaces. Les dessus-de-porte sont ornés d'allégories des Quatre Éléments. Entre les colonnes placées sur les murs latéraux, des panneaux ornés d'arabesques sont identiques à ceux de la chambre de parade de l'hôtel de Galliffet. 
Il a été gravé par Krafft.
Ce bâtiment, ainsi que ses dépendances et son jardin, font l’objet d’un classement au titre des monuments historiques depuis le 6 février 1939.
L’hôtel a appartenu à la famille Menier puis à la famille Primat avant d’être racheté en 2022 par le milliardaire ukrainien Kostyantin Zhevago, pour la somme de 35,5 millions d’euros.